# Bernal
Bernal es una localidad y estación de ferrocarril de la provincia de Buenos Aires, Argentina, en el nordeste del partido de Quilmes (sur del Gran Buenos Aires), contra el Río de la Plata. Limita con los partidos de Avellaneda y Lanús (al norte), con el partido de Lomas de Zamora (al oeste) y con la localidad de Quilmes (al sur).

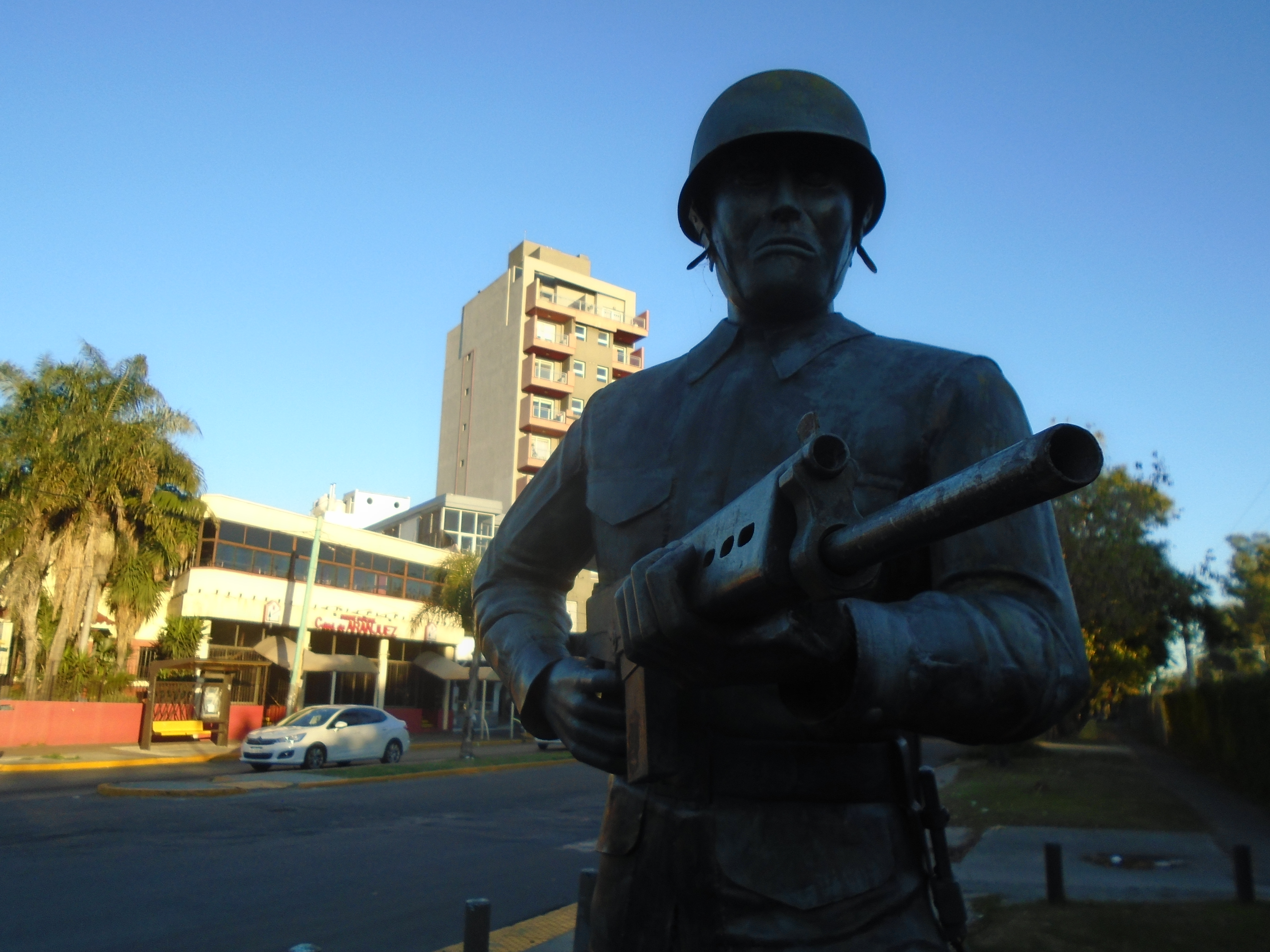
Monumento a los Caídos en Malvinas (Bernal).

## Historia

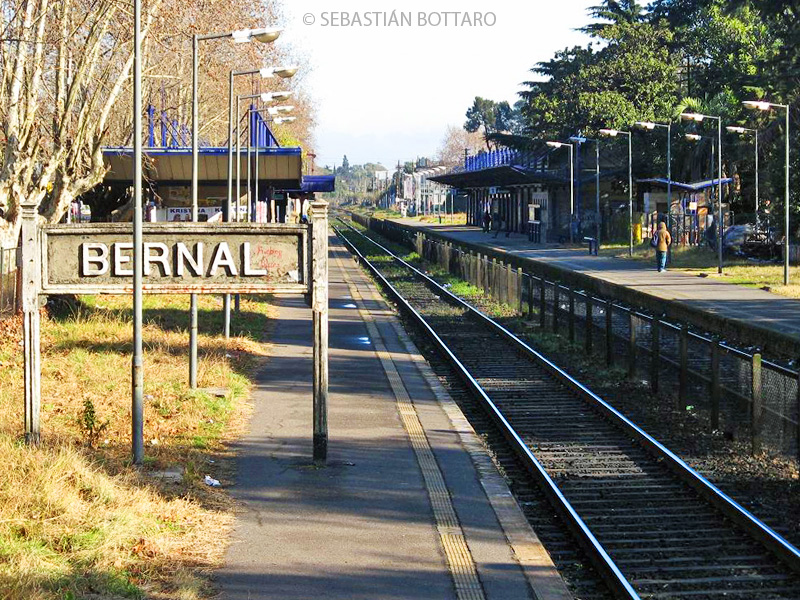
Estación Félix Bernal

Los Bernal pertenecían a una familia de gran arraigo en la Capital Federal que venía actuando desde la época colonial. En el siglo pasado, alrededor de 1850, un descendiente de esa familia, Pedro Bernal, se instaló en el cuartel 2.º del Partido de Quilmes (Bernal) en un campo propiedad de sus mayores y construyó una amplia residencia. Al poco tiempo, en el año 1850, subdivide una parte del campo en chacras, zonas donde viven varias familias, algunas transitoriamente. Ellas fueron Molina Salas, Ayersa, Tasso, Bagley, es por eso que dicho año se toma como la fecha de su fundación. En el año de 1878, la urbanización estaba a cargo de los hijos de Don Pedro, Félix y Martina Bernal de Torres. Es Félix quien, en este año, consigue que el ferrocarril del Sud establezca una parada en terrenos que el dona, dando lugar luego a la estación de trenes que hoy lleva su nombre.
Reiteradas veces, Bernal intentó ser un municipio propio. Cuenta con numerosos clubes, entre los que se destaca el Club Social y Deportivo Juventud de Bernal, que participa en el Torneo Promocional Amateur de la Asociación del Fútbol Argentino; también contó con representación en la primera división de Argentina en 1930, de la mano del desaparecido Club Atlético y Social Honor y Patria. Otros clubes destacados son el Ateneo Bernal Club (ABC), el C.A.S.B.O. (Club Atlético y Social Bernal Oeste), CAB (Club Atlético Bernal), la Asociación Vecinal de Fomento Bernal Oeste (AVFBO), la Sociedad de Fomento "El Progreso", el Club Social y Deportivo Sol de Bernal y la Sociedad de Fomento "Villa Urquizú", Sociedad de Fomento Bernal Sud y el Ateneo Cultural y Deportivo Don Bosco, club que participa en los torneos oficiales de Rugby de (U.R.B.A).

## Toponimia

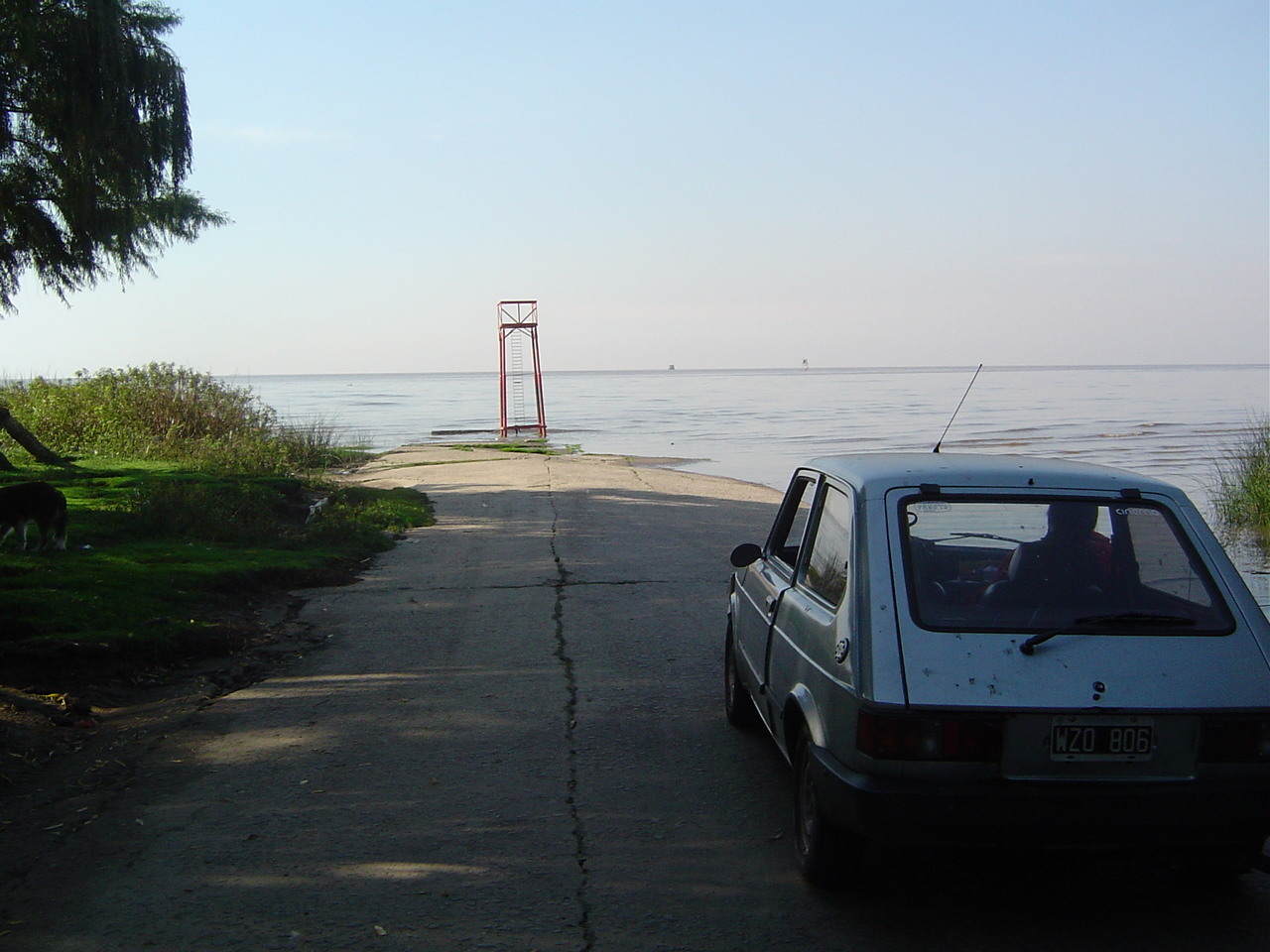
Río de la Plata visto desde la costa de Bernal

Lo adquiere de la estación de ferrocarril Bernal, el cual se lo debe a Félix Bernal (hijo de Pedro Bernal), quien donó las tierras para la construcción de la estación ferroviaria.

### Población
Bernal, según el último censo, cuenta con 130 231 habitantes (Indec, 2022): 94 180 en Bernal Oeste y 36 051 en Bernal Este. Es, por lo tanto, la 2.ª localidad más poblada del partido de Quilmes.

## Sismicidad
El día 30 de noviembre del 2018, se produjo un sismo con una magnitud de 3,8 en la escala de Richter a las 10:27 UTC-3.
Anteriormente el último sismo se produjo el 5 de junio de 1888 (130 años), a las 3:20 UTC-3, con una magnitud de 5,5 en la escala de Richter

## Cultura y educación

### Universidades
Bernal cuenta con dos universidades. La Universidad Nacional de Quilmes es pública, cuenta con varias carreras atípicas como composición con medios electroacústicos, arquitectura naval, ingeniería en alimentos, biotecnología entre otras; y está ubicada en la calle Roque Sáenz Peña 352. Cuenta actualmente con 18.900 alumnos. La Universidad Católica de La Plata es privada y está ubicada en la calle 25 de Mayo 51.
Además, adquiere importancia el Instituto Superior de Formación Docente y Técnica N.º 24.

### Institutos secundarios
En cuanto a establecimientos de educación media, se destaca el Instituto Monseñor Nicolás Esandi, bautizado así por quien fuera el primer párroco de Bernal y que casi durante dos décadas dirigiera los destinos de esta casa salesiana. Monseñor Nicolás Esandi fue primer Obispo de Viedma y un grupo de exalumnos y miembros de la Congregación Salesiana pensaron en su figura, cuando en 1961 se decide abrir a la comunidad el ciclo secundario.

### Música y teatro
De esta localidad son vecinos los integrantes de la banda Kapanga y el miembro de Vox Dei Ricardo Soulé. También son oriundos de esta ciudad los integrantes de la banda de garage punk Defracks, conocida por ser la última banda honesta de la escena de Buenos Aires.
El prestigioso actor y mimo argentino Martín Kent, radicado en Europa, también nació en Bernal.

### Personalidades destacadas
Francisco Cali (1958). Fotógrafo profesional, primer fotógrafo de la ciudad de Bernal. Conocido como "Francis el rey del fogonazo", fue el primer fotógrafo que utilizó un caballo enano para fotos de cumpleaños. Histórico fotógrafo del Club Atlético Boca Juniors, trabaja en el club desde el año 1976. Conocido por su buen humor, fue el primero en sacar una foto en el Predio de Ezeiza.

### Bibliotecas
- Biblioteca y Complejo Cultural Mariano Moreno, muy concurrida, con cientos de consultas diarias. Cuenta con 70.000 volúmenes, además de videos, CD y DVD. Allí también se realizan eventos culturales de interés regional y nacional y funciona la Radio Ahijuna
- Biblioteca Manuel Estrada, ubicada sobre la calle Espora, al lado de la institución secundaria de enseñanza técnica N.º 2, de Bernal este.

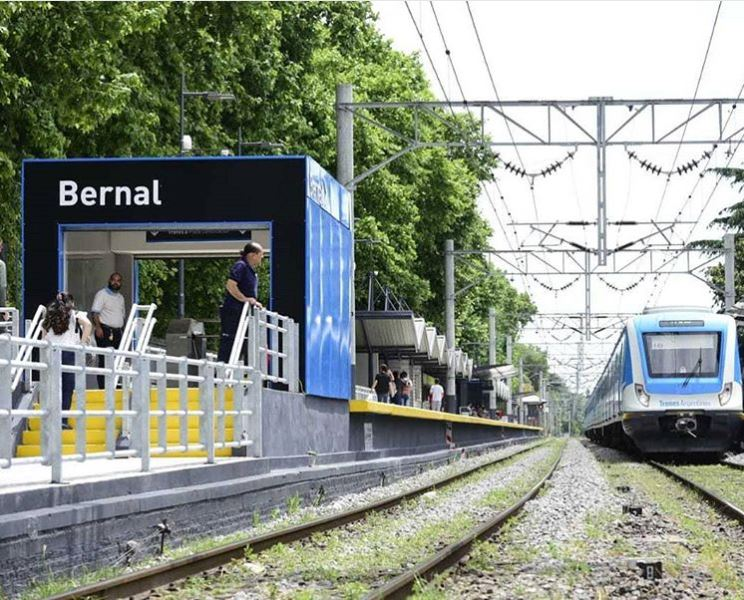

### Libros
Hablan de algún aspecto de la historia de Bernal:
- Felipe Jorge Firpo: Recuerdos Del Viejo Bernal. El Monje editor, Quilmes, (1992). ISBN 950-99151-4-9
- Juan Carlos Lomban: Nueva historia de Quilmes. El Monje editor, Quilmes, (1992). ISBN 950-99151-2-2
- Bonino, Alejandro M.: Democracia y Tradición. El Círculo Católico de Obreros de Bernal. Libros y Bytes, Bernal, (2007). ISBN 978-987-1426-02-7
- Martínez Zuviría, Gustavo Adolfo: El Kahal - Oro. Editores de Hugo Wast, Buenos Aires, (1942). ISBN 978-987-659-049-5
- Gasió, Guillermo: Fernando Donaires. Memorias (1945-1985). Corregidor (2007). ISBN 978-950-05-1700-3
- Cabral, Rodolfo: Antiguos Propietarios de Bernal y Don Bosco, en "Quilmes, 346 Años y un Bicentenario", Buenos Aires Books (2012). ISBN 978-987-28525-3-5
- Oliva, Marta: Memorias de La Coloma, un lugar con historia y una historia que contar, en "Quilmes, 350 años, un Bicentenario y un Centenario", Buenos Aires Books (2016). ISBN 978-987-46237-4-4
- Gibaut, Alejandro: Bernal: Las plazas que no fueron, en "Quilmes, 350 años, un Bicentenario y un Centenario", Buenos Aires Books (2016). ISBN 978-987-46237-4-4
- Pedemonte, Gotardo: Breve reseña de hechos y acontecimientos que hacen a la historia de Bernal, Municipalidad de Quilmes (1970)
- Bandera, Héctor: Quilmes y las invasiones inglesas, El Monje Editor (2006). ISBN 978-987-9068-10-6
- San Martin, Fernando: Bernal en imágenes fotográficas (1880-1950), edición del autor (2015). ISBN 978-987-33-7927-7
- Scian, Elido: Historia del Barrio Parque Bernal (Ciudad Jardín), edición del autor (1996). ISBN 950-43-6908-1

## Parroquias de la Iglesia católica en Bernal
| Diócesis   | Quilmes |
| ---------- | --- |
| Parroquias | Nuestra Señora de la Guardia, Nuestra Señora de la Paz, María Auxiliadora (las 3 en Bernal), Jesús el Niño de Belén, San Juan Bautista, Asunción de Santa María, Espíritu Santo, Nuestra Señora de la Medalla Milagrosa (las 5 en Bernal Oeste) |